# Charalampos
Charalampos (in greco: Χαράλαμπος, traslitterato anche come Charalambos) è un nome proprio di persona greco maschile.

## Varianti
- Ipocoristici: Χάρις (Charis), Χάρης (Charīs), Μπάμπης (Babis)

### Varianti in altre lingue
- Bulgaro: Хараламби (Haralambi)[1]
- Polacco: Haralampiusz
  - Femminili: Haralampia
- Rumeno: Haralamb[1]
- Macedone: Харалампи (Haralampi)
- Serbo: Харалампије (Haralampije)

## Origine e diffusione
È composto dai termini greci χαρα (chara, "felicità") e λαμπω (lampo, "splendere"), e significa quindi "brillare dalla felicità". 
Va notato che la forma abbreviata Charis coincide con un nome femminile di differente origine, Charis.

## Onomastico
L'onomastico si può festeggiare il 10 febbraio in ricordo di san Charalampias (italianizzato in "Caralampo"), sacerdote (o vescovo) e martire con altri compagni sotto Settimio Severo.

## Persone

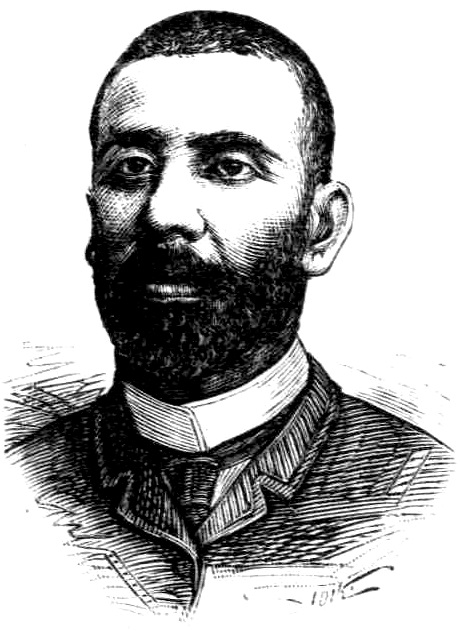
Charalampos Anninos

- Charalampos Andreou, calciatore cipriota
- Charalampos Anninos, scrittore greco
- Charalampos Kyriakou, calciatore cipriota, nato nel 1989
- Charalampos Kyriakou, calciatore cipriota, nato nel 1995
- Charalampos Lykogiannis, calciatore greco
- Charalampos Papadias, atleta greco
- Charalampos Xanthopoulos, calciatore greco

### Varianti
- Charīs Giannopoulos, cestista greco
- Charīs Grammos, calciatore greco
- Charis Mavrias, calciatore greco
- Charīs Nikolaou, calciatore greco